# Elena Bonetti
Elena Bonetti (Asola, 12 aprile 1974) è una politica e docente italiana, dal 13 ottobre 2022 deputata alla Camera per Azione, di cui è dal 20 novembre 2023 vice-capogruppo del gruppo parlamentare a Montecitorio.
È stata ministro per le pari opportunità e la famiglia dal 5 settembre 2019 al 14 gennaio 2021 e dal 13 febbraio 2021 al 22 ottobre 2022 nei governi Conte II e Draghi.

## Biografia
Nata ad Asola (Mantova), figlia di Giulio Bonetti e Margherita Froldi, insegnante di scuola media in pensione, consigliera comunale di Ceresara (Mantova) e segretaria comunale del Partito Democratico, che vivono a Ceresara, è sposata con Davide Boldrini, responsabile del centro San Simone della Caritas della Diocesi di Mantova, ha due figli e risiede a Mantova.
Laureatasi in matematica all'Università di Pavia nel 1997 quale alunna del collegio Ghislieri, ha poi conseguito il dottorato di ricerca nel 2002 all'Università di Milano.
Dapprima ricercatrice e docente a contratto all'Università di Pavia, dal 2016 è professoressa associata di analisi matematica presso l'Università di Milano.

### Attività nello scautismo
È stata per molto tempo attiva negli scout cattolici dell'AGESCI, di cui è stata Incaricata nazionale della branca R/S.
In questa veste, ha contribuito all'organizzazione della Route Nazionale 2014, a cui hanno partecipato oltre 30.000 ragazzi e che ha avuto come esito la scrittura da parte dei giovani scout della «Carta del coraggio». Tale documento fece notizia, poiché – tra le altre cose – chiedeva all'AGESCI di dimostrare «maggiore apertura riguardo a temi quali omosessualità, divorzio, convivenza» e di non considerare «esperienze di divorzio, convivenza o omosessualità invalidanti la partecipazione alla vita associativa e al ruolo educativo»; alla Chiesa «di accogliere e non solo tollerare qualsiasi scelta di vita guidata dall'amore» e «di mettersi in discussione e di rivalutare i temi dell’omosessualità, convivenza e divorzio»; allo Stato che «porti avanti politiche di non discriminazione e accoglienza nei confronti di persone di qualunque orientamento sessuale» e «di agevolare sia dal punto di vista economico che burocratico le pratiche di adozione nazionale».

## Attività politica

### Avvicinamento al PD di Matteo Renzi
Da sempre vicina al mondo cattolico, in particolare dello scautismo, il suo impegno politico attivo inizia nel 2017, iscrivendosi al Partito Democratico (PD) in vista delle elezioni primarie di quell'anno, e poco dopo viene chiamata dall'appena rieletto segretario del PD Matteo Renzi a far parte della segreteria nazionale del partito come Responsabile giovani e formazione. A lei, peraltro, furono affidati i "20 Millennials", i ragazzi nati tra i primi anni '80 e la fine degli anni '90 che Renzi volle nella direzione nazionale del partito.
Alle elezioni politiche del 2018 è stata candidata alla Camera dei deputati, tra le liste del PD nel collegio plurinominale Lombardia 4 - 02 in terza posizione, risultando tuttavia non eletta.
Membro della direzione nazionale del PD, nell'estate 2019 ha organizzato la scuola di formazione politica per giovani Meritare Italia voluta da Renzi, oltre a coordinare i comitati Azione Civile, sempre voluti da Renzi per raccogliere i propri sostenitori al di fuori del PD, che poi confluiranno in Italia Viva.
Ha partecipato più volte come oratrice e organizzatrice alla Leopolda; in particolare, durante la Leopolda del 2019, ha tenuto un discorso per presentare il proprio piano per le famiglie (Family Act) di cui ha auspicato una rapida approvazione da parte del governo.

### Ministro per le pari opportunità e la famiglia

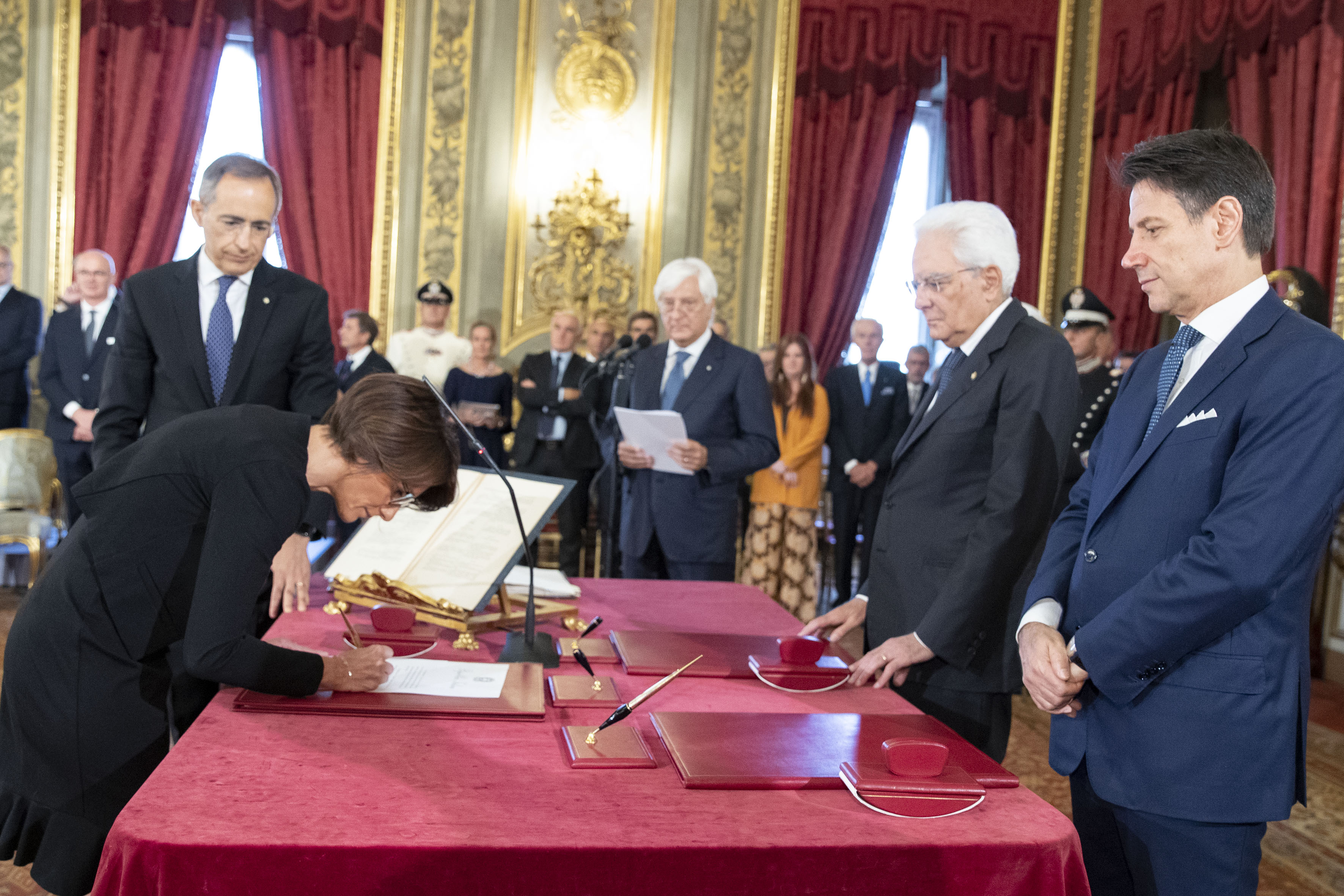
Bonetti giura come ministro al Quirinale nelle mani del Presidente della Repubblica Sergio Mattarella nel 2019

Con la formazione del governo di Giuseppe Conte sostenuto da PD, Movimento 5 Stelle e Liberi e Uguali, il 4 settembre 2019 viene indicata quale ministra per le pari opportunità e la famiglia. Il giorno successivo giura nelle mani del Presidente della Repubblica Sergio Mattarella al Quirinale come ministra nel governo Conte II, succedendo alla leghista Alessandra Locatelli.
A seguito della scissione nel PD da parte del gruppo dei parlamentari renziani, Bonetti aderisce il 17 settembre 2019 ad Italia Viva, partito fondato da Renzi di stampo liberale e centrista.

#### Posizioni prese durante pandemia di COVID-19
Durante la pandemia di COVID-19 Bonetti è stata critica per la decisione del governo Conte di impedire, per ragioni di salute pubblica, la partecipazione ai riti religiosi nella fase 2, affermando di aver trovato «non corretto e incomprensibile impedire l’esercizio di un diritto fondamentale come quello di partecipare a un rito religioso, qualsiasi sia la religione».
Per quanto riguarda le politiche a favore delle famiglie, ha proposto di estendere l'assegno per i figli – che va dagli 80 euro ai 170 euro a seconda dell'ISEE – anche alle famiglie con minori di 14 anni (che era destinato inizialmente solo ai nati nel 2020), almeno fino al dicembre 2020. Ha anche auspicato l'introduzione di «congedi parentali estesi, voucher baby sitter ma anche creazione di una rete che coinvolga terzo settore, volontariato, Comuni per aiutare concretamente le famiglie».
Durante il giugno 2020, ha stimolato l'azione del governo Conte per la riapertura dei centri estivi, che poi avverrà il 15 giugno. Bonetti ha chiesto che venisse riconosciuta importanza al «diritto al gioco e alla relazione, fondamentali per lo sviluppo integrale della persona», soprattutto con riferimento alla fascia 0-3 anni.

#### IlFamily Act
L'11 giugno 2020 il Consiglio dei Ministri approva il piano per le famiglie proposto da Bonetti, chiamato Family Act – consistente in una proposta di legge per la tutela della famiglia in contrapposizione al ddl Pillon proposto dalla Lega – che prevede tra le tante misure un assegno unico universale per ogni figlio fino ai 21 anni.

#### Dimissioni dal governo Conte II
A dicembre 2020 Bonetti, insieme alla ministra Bellanova, inizia a criticare aspramente il governo Conte, arrivando a paventare una concreta crisi di governo. Il 22 dicembre 2020 sostiene il piano C.I.A.O. (una serie di proposte raccolte nell'acronimo di Cultura, infrastrutture, ambiente, opportunità) presentato da Renzi, in polemica con il PNRR del governo Conte II sull'utilizzo dei soldi relativi al Next Generation EU, punto di frizione più evidente tra Italia Viva e il governo.
Il 3 gennaio 2021 Bonetti, in un'intervista ad Avvenire, ribadisce le proprie perplessità sul governo Conte II, e il giorno seguente, su Repubblica, ha ricordato che le sue dimissioni sono possibili in qualunque momento, invocando «chiarezza, confronto e condivisione» nelle scelte del governo sulle risorse del PNRR.
Il 13 gennaio 2021 rassegna le dimissioni dal governo Conte II, assieme ai colleghi Bellanova e Scalfarotto. Il giorno precedente Bonetti aveva preannunciato che sarebbe tornata a dedicarsi all'attività accademica.

### Ministro nel governo Draghi ed elezione alla Camera

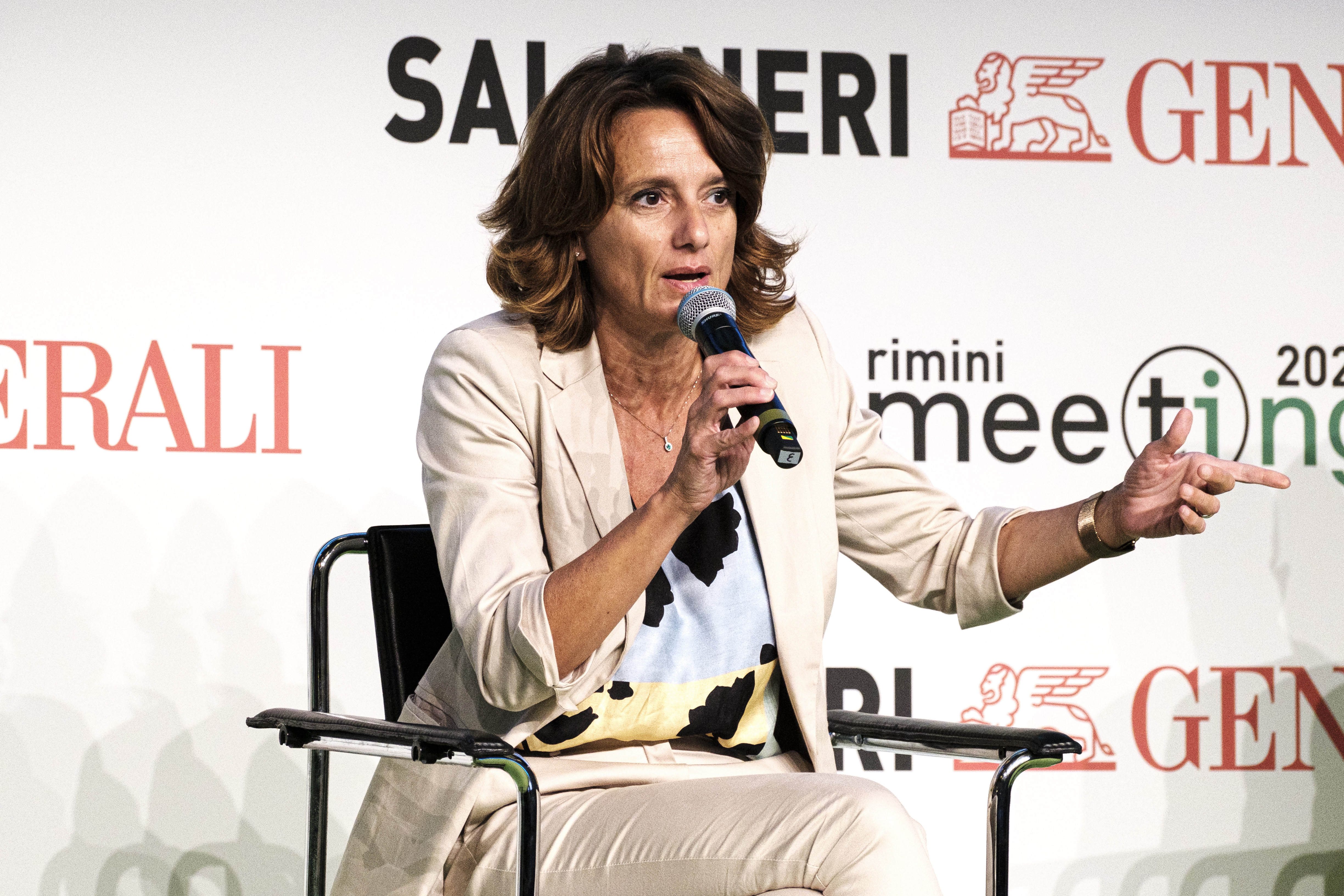
Bonetti al Meeting di Rimini 2022

Il 12 febbraio 2021 viene indicata come ministra per le pari opportunità e la famiglia nel governo tecnico di unità nazionale presieduto da Mario Draghi, prestando giuramento il giorno successivo nelle mani del Presidente della Repubblica Mattarella come ministra nel governo Draghi.
Alle elezioni politiche anticipate del 2022 viene ricandidata alla Camera per la lista elettorale Azione - Italia Viva sia nel collegio uninominale Lazio - 01 (Roma Municipio I) che come capolista nei collegi plurinominali Veneto 2 - 01, Veneto 2 - 02, Veneto 2 - 03 e Sardegna - 01, risultando questa volta eletta deputata nel plurinominale Veneto 2 - 02, mentre nell'uninominale raccoglie il 16,71% dei voti e viene sconfitta dal candidato del centro-sinistra, in quota DemoS, Paolo Ciani (38,54%) e superata da quella del centro-destra, in quota forzista, Maria Spena (30,7%). Nella XIX legislatura è presidente della Commissione parlamentare d'inchiesta sugli effetti economici e sociali derivanti dalla transizione demografica in atto, oltreché membro della 12ª Commissione Affari sociali, della Commissione parlamentare di inchiesta sul femminicidio, nonché su ogni forma di violenza di genere e della Delegazione italiana presso l'Assemblea parlamentare del Consiglio d'Europa.

### Abbandono di Italia Viva e adesione ad Azione
Il 10 settembre 2023, dopo un periodo di dissenso con Renzi, abbandona Italia Viva, insieme ad Ettore Rosato, per collaborare con Azione di Carlo Calenda, pur non aderendo subito al partito. Il successivo 7 ottobre fonda l'associazione Popolari Europeisti Riformatori, che collaborerà col partito di Calenda in vista delle elezioni europee del 2024. Dopo la separazione dei gruppi parlamentari alla Camera e al Senato di Azione e Italia Viva, nel novembre 2023 diventa vice-capogruppo del gruppo parlamentare Azione - Popolari Europei Riformatori - Renew Europe alla Camera.
Il 29 gennaio 2024 Bonetti aderisce ad Azione, con cui alle elezioni europee del 2024 viene candidata al Parlamento europeo, tra le liste di Azione - Siamo Europei in tutte le circoscrizioni italiane (e in quella nord-occidentale come capolista), ma, a causa del mancato superamento della soglia di sbarramento (del 4%) della lista, risulta non eletta.
Il 29 marzo 2025, durante il secondo congresso di Azione, viene eletta per acclamazione presidente del partito.

## Posizioni politiche
Sin dal suo impegno in politica, ha sostenuto – prima nel PD e poi in IV – le posizioni politiche di Matteo Renzi.
La sua nomina a capo dei dipartimenti per le pari opportunità e la famiglia nel governo Conte II può essere vista come una scelta di discontinuità rispetto al precedente governo Conte I, in particolare rispetto alla linea più conservatrice dei predecessori Fontana e Locatelli. Nello specifico, ha sostenuto in più occasioni la necessità di riconoscere i diritti civili alle coppie omosessuali. Peraltro, Bonetti ha ribadito più volte che il lavoro delle donne andrebbe riconosciuto come un «valore collettivo per tutto il Paese, così come la genitorialità».
Appoggia le politiche giovanili e in particolare sostiene l'istituzione di un salario minimo garantito, di misure fiscali per famiglie con figli, di una pensione di garanzia per i giovani, di incentivi per il diritto allo studio e per ridurre l'emigrazione dei giovani, del servizio civile obbligatorio per un mese. Ha promosso la creazione di Time to Care, un accordo tra il Dipartimento per le politiche della famiglia e il Dipartimento per le Politiche giovanili e lo Sport per consentire ai giovani (18-35 anni) di essere «contrattualizzati e formati da Enti di Terzo Settore per supportare i bisogni delle famiglie con persone anziane e di anziani che vivono da soli».
Si dichiara favorevole alla proposta di legge a prima firma Zan recante «Misure di prevenzione e contrasto della discriminazione e della violenza per motivi fondati sul sesso, sul genere, sull’orientamento sessuale, sull’identità di genere e sulla disabilità».